# Freycinetia arborea
Espèce
Freycinetia arborea, ʻIeʻie, est une espèce de plantes à fleurs de la famille des Pandanaceae. C'est une plante grimpante densément ramifiée, cassante et ligneuse, endémique des îles du Pacifique. 

## Description
Les feuilles vert brillant ont des extrémités pointues et sont épineuses sur la face inférieure de la nervure médiane et le long des bords. Les feuilles mesurent 40 à 80 centimètres de long et 1 à 3 centimètres de large, et sont disposées en spirale autour des extrémités des branches. Les fleurs se forment sur des inflorescences en épi à l'extrémité des branches et sont soit staminées soit pistillées. Les épis staminés sont blanc jaunâtre et mesurent jusqu'à 10 centimètres de long. Les épis pistillés mesurent 3 à 4 centimètres mais s'allongent jusqu'à 7,5 à 9,5 centimètres une fois les fruits produits. Trois à quatre épis sont entourés de bractées orange-saumon. Le fruit mesure 1 centimètre de long et contient de nombreuses graines de 1,5 millimètre.

## Répartition et habitat
ʻIeʻie se trouve dans les forêts humides des îles Hawaï, Marquises, Australes, Société et Cook. Elle pousse dans la canopée de la forêt, s'attachant à un arbre hôte à l'aide de racines aériennes. Il peut également se développer comme un enchevêtrement tentaculaire sur le sol de la forêt.

## Écologie
Les bractées et les fruits du ʻieʻie étaient l'aliment préféré du Psittirostra psittacea, un honeycreeper hawaïen éteint qui était autrefois le principal vecteur de dispersion des graines pour les plantes à petits fruits charnus dans les forêts de basse altitude. C'est également un aliment de prédilection du Alala (Corvus hawaiiensis), qui est actuellement éteint à l'état sauvage.

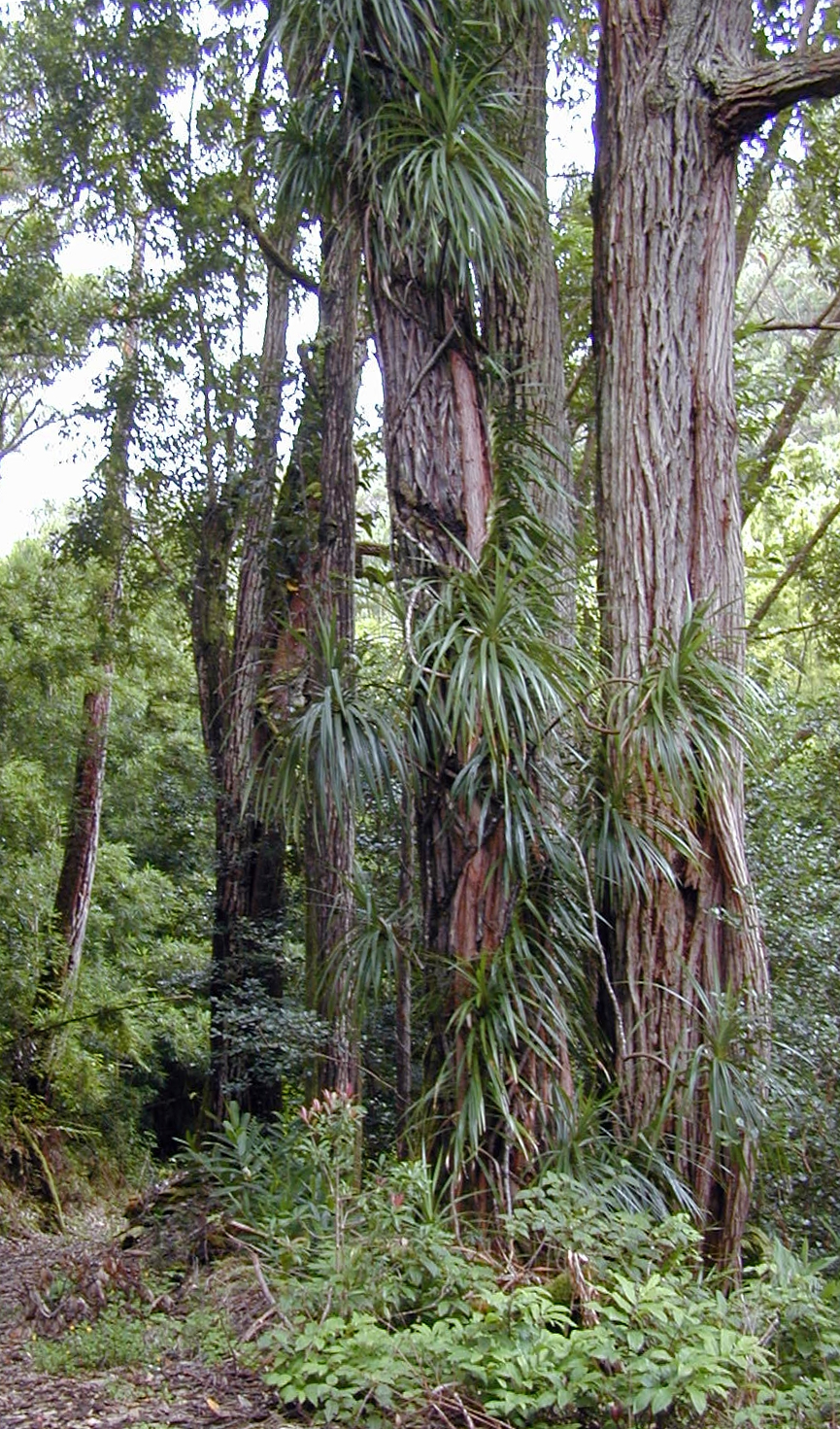
Un ʻieʻie grimpant sur un Eucalyptus

## Utilisations
Les autochtones hawaïens utilisaient le ʻieʻie pour fabriquer des hīnaʻi hoʻomoe iʻa (paniers à poissons), des hīnaʻi hoʻoluʻuluʻu (pièges à poissons) et des mahiole iʻe (casques aliʻi).

## Voir Aussi
- Kiekie (Freycinetia banksii) - une espèce apparentée de Nouvelle-Zélande.